# Michal Reitler
Michal Reitler (* 21. dubna 1970 Praha) je český televizní producent, scenárista a dramaturg, ředitel vývoje obsahu televize Nova. Deset let pracoval jako kreativní producent České televize. V jeho Tvůrčí skupině hrané a zábavné tvorby vznikly mimo jiné oceňované snímky Dukla 61 (2018) a Metanol (2018) nebo seriály Případy 1. oddělení (2014–2016), Svět pod hlavou (2017), MOST! (2019), Božena (2021), Ochránce (2021), Devadesátky (2022) nebo Podezření (2022). Po návratu do TV Nova v roce 2021 stál jako kreativní producent například za seriály Iveta (2022) nebo Král Šumavy: Fantom temného kraje (2022). Jako ředitel vývoje obsahu TV Nova a Voyo pracuje na vývoji desítek dalších projektů a celkové strategii směřování audiovizuální produkce skupiny Nova. Je držitelem sedmi Českých lvů.

## Vzdělání a pedagogická činnost
Vystudoval Střední školu sdělovací techniky v Praze v Panské ulici. Je absolventem Katedry produkce na Filmové a televizní fakultě Akademie múzických umění v Praze, kde v současnosti působí i jako externí pedagog.

## Tvorba
V roce 1998 nastoupil jako šéfproducent zábavy a později i publicistiky do Televize Prima. Podílel se na celé řadě talk show jako třeba Další, prosím (Později Uvolněte se prosím a ještě později Talkshow Jana Krause), Nic ve zlym (později Krásné ztráty na ČT), Nikdo není dokonalý, Trní či Sauna. Komerční televizi opustil v roce 2001. Na několik let se přesunul na volnou nohu. Jako produkční pracoval například na hraném filmu Musím tě svést (2002) režisérky Andrey Sedláčkové nebo na dokumentárním cyklu Olgy Sommerové a Petra Nikolaeva Ztracená duše národa (2000–2001), či charitativním koncertu Hvězdy na Vltavě na pomoc lidem postiženým povodněmi v roce 2002, nebo skečovém pořadu herců Oldřicha Kaisera a Jiřího Lábuse Zeměkoule (2000).
Na konci roku 2003 poprvé přišel do České televize, kde se stal šéfproducentem publicistiky, dokumentaristiky, vzdělávání a pořadů pro menšiny. Za jeho působení vznikl první film Víta Klusáka a Filipa Remundy Český sen (2004) a dokumenty Věry Chytilové Pátrání po Ester (2005), Kamenolom boží (2005) v režii Břetislava Rychlíka nebo Kristova léta, dámy! (2003) režisérky Terezy Kopáčové. Pod jeho skupinu patřila i výroba pořadů Krásný ztráty, Uvolněte se, prosím, Cestománie či Sama doma. Ve veřejném prostoru zarezonovala adaptace formátu BBC Anketa Největší Čech, v níž lidé volili nejdůležitější osobnost české historie i současnosti.
Po zkušenostech z veřejnoprávní televize se v roce 2005 vrátil zpět na komerční stanici, tentokrát do televize Nova. Zde stál u zrodu nejdéle vysílaného českého denního hraného seriálu Ulice a dalších několik let byl jeho producentem. Reitler hodnotí Ulici jako nejvlivnější seriál v Česku. Denně jej sleduje kolem milionu diváků a otevírá aktuální společenská témata.
V roce 2012 se vrátil do České televize na pozici kreativního producenta s ambicí televizní diváky vzdělávat a bavit současně. V jeho tvůrčí skupině zaměřené na hranou a zábavnou tvorbu vznikla řada seriálů, minisérií, filmů i vzdělávacích zábavných pořadů či docusoap. Svými projekty se snaží rozšířit povědomí o mnohdy tabuizovaných, opomíjených, ale společensky důležitých tématech formou přístupnou široké veřejnosti. Úspěch zaznamenaly dvě minisérie založené na skutečných událostech. K sérii otrav a úmrtí způsobených pančovaným alkoholem z roku 2012 se vrátil dvoudílný film Metanol (2018). Oceňovaná byla i minisérie Dukla 61 (2018) režiséra Davida Ondříčka o největším důlním neštěstí v druhé polovině 20. století.
Doménou jeho tvůrčí skupiny je kvalitní seriálová produkce snažící se povznést roky podceňovanou žánrovou tvorbu. Jako první vznikl seriál založený na skutečných kriminálních kauzách Případy 1. oddělení (od 2014), cyklus televizních filmů Nevinné lži (2013–2014), sitcom Marta a Věra (2014–2016), docusoap Paterčata (2014). Adaptace britského seriálu Life on Mars (Svět pod hlavou, 2017) vznikla ve spolupráci se společností Bionaut producenta Vratislava Šlajera.
Jeho tvůrčí skupina se podílela na komediálním seriálu Trpaslík (2017), který pro ČT vytvořila společnost OFFSIDE MEN. Ve stejném roce s Petrem Kolečkem začíná vyvíjet kontroverzní komediální seriál, ke kterému později přizval režiséra Jana Prušinovského. V roce 2019 ho diváci mohli vidět na televizních obrazovkách pod názvem MOST! (2019).
V roce 2021 TPS Michala Reitlera uvedla hned několik úspěšných seriálů. Jedním bylo  čtyřdílné historické drama Božena (2021) o životě první velké české spisovatelky Boženy Němcové a jejího manžela Josefa Němce. V druhé polovině roku odvysílala Česká televize desetidílný dramatický seriál Ochránce (2021), na němž se Michal Reitler podílel i jako spoluautor scénáře. Projekt byl inspirovaný skutečnými kauzami, které změnily školství v České republice.
Na seriál Případy 1. oddělení v roce 2022 navázala šestidílná kriminální minisérie Devadesátky, která popisuje vyšetřování klíčových případů první poloviny 90. let. Při svém uvedení si Devadesátky držely rekordní sledovat kolem 2 milionů diváků na díl.
V březnu 2022 byla na obrazovkách ČT uvedena třídílná minisérie režiséra Michala Blaška Podezření, k němuž napsal scénář oceňovaný scenárista Štěpán Hulík. První diváci mohli seriál vidět na 55. ročníku MFF Karlovy Vary. Podezření bylo následně jako první seriál ze střední a východní Evropy vybráno do prestižní kategorie Berlinale Series na 72. ročníku německého mezinárodního filmového festivalu Berlinale. V roce 2023 ve vysílání ČT premiéroval komediální seriál režiséra Jana Prušinovského Dobré ráno, Brno! (2023), pod nímž je ještě Michal Reitler podepsaný jako jeden z producentů.
Za Českou televizi se jako koproducent podílel na celovečerních filmech Národní třída (2019) a Na střeše (2019). Dramaturgicky spolupracoval na snímku Teroristka (2019).
Na podzim roku 2021 se Michal Reitler po téměř deseti letech v ČT vrátil zpět do televize Nova, tentokrát na pozici ředitele vývoje obsahu. Má na starosti rozvoj originálního obsahu pro televizní vysílání i digitální streamovací portál Voyo. Jeho cílem je nabídnout původní kvalitní lokální tvorbu a přivést k televizní produkci mladší publikum. Způsobem, jakým chtějí konkurovat především zahraničním VOD platformám, je nabídnout divákům pestrou nabídku typicky českých příběhů, které se jich bezprostředně týkají, osloví je a budou v nich vzbuzovat očekávání. Po roce působení na své pozici Reitler oznámil, že se z TV Nova a Voyo stalo největší a nejdynamičtější vývojové centrum hrané tvorby v Česku.
Jedním z prvních projektů pod značkou Voyo | Originál vznikla třídílná kriminální minisérie o sériovém vrahovi Ivanu Roubalovi Případ Roubal (2021), následoval Guru (2022), biografický seriál o zpěvačce Ivetě Bartošové Iveta (2022), Jitřní záře (2022), komediální seriál Národní házená (2022), historický Král Šumavy: Fantom temného kraje (2022), Studna  (2025) nebo seriál pro teenagery Sex O´Clock (2023).
Po roce a půl působení Reitlera na Nově televize oznámila, že se v Česku a na Slovensku zvýšil počet předplatitelů Voyo na půl milionu. Voyo se tak dostalo mezi tři nejoblíbenější VOD platformy na trhu. Do budoucna jako metu vidí až milion předplatitelů.
Do dalších sezon chystá TV Nova a Voyo pod vedením Michala Reitlera 46 nových původních projektů o celkové stopáži 619 hodin. Patří mezi ně například třídílná Matematika zločinu, česko-slovenská fantasy minisérie Vědma, hned dvě série věnované legendárnímu kriminalistovi Metoda Markovič, které popisují vyšetřování vražd Ladislava Hojera a Jiřího Straky, seriál s Miroslavem Donutilem Za domem v lese, minisérie podle skutečných událostí Miluji tě navždy, táta nebo dva detektivní seriál zasazené do Chorvatska Bóra a Dobro došli. Fenoménem tanečních se bude zabývat stejnojmenný seriál v režii Jiřího Vejdělka. Nové série mají dostat i seriály Iveta a Král Šumavy.

## Ocenění
Seriál Ulice pod jeho vedením obdržel cenu Seriál roku v televizní anketě TýTý 2007 a pravidelně v této soutěži obsazoval přední příčky.
Je držitelem sedmi ocenění Český lev v kategoriích Nejlepší dramatický televizní seriál a Nejlepší televizní film nebo minisérie. Získal je za seriály Svět pod hlavou (2017), dvoudílný film Dukla 61 (2018), komediální seriál MOST! (2019), historickou minisérii Božena (2021), seriál o školním ombudsmanovi Ochránce (2021) a naposledy za detektivní Devadesátky (2022) a dramatickou minisérii Podezření (2022). Mezi nominované projekty se dostal i seriál Král Šumavy: Fantom temného kraje (2022).
Seriál Ochránce (2021) a Podezření (2022) získaly Cenu české filmové kritiky v kategorii Mimo kino
Projekty Michala Reitlera zabodovaly i na zahraničních festivalech. Seriál Trpaslík obdržel cenu Best European Fiction na Festival de la Fiction TV a byl nominován v několika kategoriích v rámci Diversity TV Excellence Awards nebo na 39. ročníku BANFF World Media Festival. MOST! byl nominován v kategorii Komedie na jihokorejském Seoul International Drama Awards. Velký úspěch v zahraničí zaznamenala minisérie Dukla 61. Obdržela nominaci na Zlatou nymfu v kategoriích Nejlepší TV film/série a Nejlepší herečka v rámci Monte Carlo TV Festival. Hornické drama se mimo jiné umístilo na pátém místě v kategorii Nejlepší evropská hraná série roku na festivalu Prix Europa v roce 2018. Další nominace si minisérie odnesla třeba z Festival de la Fiction TV, Seoul International Drama Awards, Venice TV Award nebo Calcutta International Cult Film Festival.
Na seriálovém festivalu Serial Killer získal v roce 2022 Michal Reitler ocenění Progresive Killer pro významnou televizní osobnost střední a východní Evropy.

## Filmografie
- Dobré ráno, Brno (2023) (Kreativní producent, Česká televize)
- Iveta (2022) (Kreativní producent, Voyo)
- Král Šumavy: Fantom temného kraje (2022) (Kreativní producent, Voyo)
- Případy 1. oddělení (2022) (Kreativní producent, Česká televize)

- Podezření (2022) (Kreativní producent, Česká televize)
- Devadesátky (2022) (Kreativní producent, Česká televize)
- Ochránce (2021) (Kreativní producent, spoluautor scénáře, Česká televize)
- Božena (2021) (Kreativní producent, Česká televize)
- Jak si nepodělat život (2019) (Kreativní producent, Česká televize)
- MOST! (2019) (Kreativní producent, Česká televize)
- Teroristka (2019) (Dramaturgie)
- Na střeše (2019) (Kreativní producent, koproducent, dramaturgie, Česká televize)
- Národní třída (2019) (Kreativní producent, koproducent, Česká televize)
- Dukla 61 (2018) (Kreativní producent, Česká televize)
- Metanol (2018) (Kreativní producent, Česká televize)
- Svět pod hlavou (2017) (Kreativní producent, Česká televize)
- Trpaslík (2017) (Kreativní producent, Česká televize)
- Tajemství těla (2017) (Kreativní producent, Česká televize)
- Správnej dres (2015) (Kreativní producent, Česká televize)
- Nejchytřejší Čech (2014) (Kreativní producent, Česká televize)
- Paterčata (2014) (Kreativní producent, Česká televize)
- Pot, slzy a naděje (2014) (Kreativní producent, Česká televize)
- Marta a Věra (2014–2016) (Kreativní producent, Česká televize)
- Neviditelní (2014) (Kreativní producent, Česká televize)
- Případy 1. oddělení (2014–2016) (Kreativní producent, Česká televize)
- Nevinné lži (2013–2014) (Kreativní producent, Česká televize)
- Ulice (2006–2012) (Producent, TV Nova)
- Ulice: Velká trojka (2008) (Producent, spoluautor scénáře, TV Nova)
- Ulice: Zlatá muška (2007) (Producent, TV Nova)
- Ulice: Jezero (2006) (Producent, TV Nova)
- Ulice (2005) (Výk. producent, TV Nova)
- Kamenolom boží (2005) (Šéfproducent, Česká televize)
- Největší Čech (2004) (Šéfproducent, Česká televize)
- Český sen (2004) (Šéfproducent, Česká televize)
- Cestománie (2004) (Šéfproducent, Česká televize)
- Talkshow Jana Krause Uvolněte se, prosím (2004) (Šéfproducent, Česká televize)
- Pátrání po Ester (2004) (Šéfproducent, Česká televize)
- Profil - Jan Kaplický (2004) (Šéfproducent, Česká televize)
- Sama doma (2004) (Šéfproducent, Česká televize)
- Kristova léta, dámy! (2004) (Šéfproducent, Česká televize)
- Krásný ztráty (2004) (Šéfproducent, Česká televize)
- Hvězdy na Vltavě II (2003) (Produkce)
- Musím tě svést (2002) (Produkce)
- Hvězdy na Vltavě (2002) (Výk. producent)
- Zeměkoule (2001) (Výk. producent)
- Pohádky z lesa (2001) (Výk. producent)
- Ztracená duše národa (2000–2001) (Produkce)
- Trní (2002) (Šéfproducent, TV Prima)
- Mňam (2001) (Šéfproducent, TV Prima)
- Další, prosím (2000–2001) (Šéfproducent, TV Prima)
- Carusošou (2000) (Šéfproducent, TV Prima)
- Sauna (1999) (Šéfproducent, TV Prima)
- Miláčci (1999) (Šéfproducent, TV Prima)
- Nic ve zlym (1998) (Šéfproducent, TV Prima)
- Nikdo není dokonalý (1998) (Šéfproducent, TV Prima)